# قائمة تحقيقات في تعدين اليورانيوم في أستراليا
هذا المقالة حول قائمة استفسارات وتقارير أسترالية متعلقة بقضايا تعدين اليورانيوم.

## نُبذة قصيرة
لعدة عقود كان تعدين اليورانيوم جزءًا كبيرًا من المشهد السياسي الأسترالي، ثم ظهرَت جماعات معارضة لهذا النشاط بسبب عدة أسباب هي الآثار الواسعة التي أصابَت النطاق البيئي، والشعوب الأصليين، وانتشار الأسلحة النووية، لهذا دعَت هذه الجماعات لوقف أو تقييد هذه الصناعة. لذلك قامَت حكومات الولايات الاتحادية الأسترالية بالنقاش مع تلك الجماعات لفرض قيود على أنشطة التعدين والتصدير، والذي أثمر عنه تخبط في السياسة العامة. وفي هذه الأثناء، واصلت شركات التعدين أنشطة التنقيب، وأسفرَت عن وجود مخزونات خام ملغومة.